# Džabal ad-Durúz
Džabal ad-Durúz (arabsky جبل الدروز‎ - Džabal ad-D(u)rúz - Drúzská hora) nebo Džebel ed-Drúz (přepis podle místní arabské výslovnosti) je vyvýšené vulkanické pole na jihu Sýrie, blízko hranic s Jordánskem, přibližně 75 km na jih od Damašku. Pole je pojmenované podle svého nejvyššího vrcholu. Pole se skládá z přibližně 118 alkalických čedičových struskových kuželů a je severním pokračováním rozsáhlejšího pole Harrat aš-Šám, rozkládajícího se na území Sýrie, Jordánska a Saúdské Arábie.
Jak již název napovídá, hory obývají hlavně příslušníci nábožensko-etnické komunity Drúzů. Vulkanická půda je poměrně úrodná a díky vysoké nadmořské výšce je zde dostatek srážek. Největším městem je Suvajda. Mezi lety 1921 a 1936 v oblasti existoval stejnojmenný autonomní stát.

## Vrcholy
- Tell Qeni - 1803 m
- Tell Joualine - 1732 m
- Tell Sleiman - 1703 m
- Tell Qleib - 1698 m
- Tell Abou-Hamra - 1482 m
- Tell El-Ahmar - 1452 m
- Tell Abed-Mar - 1436 m
- Tell Khodr-Imtan - 1341 m
- Tell Azran - 1220 m
- Tell Shihan - 1138 m